# Orius
Genre
Orius est un genre d'insectes hétéroptères prédateurs de la famille des Anthocoridae. Les larves et adultes ont principalement pour proies les acariens, les pucerons et les thrips sur les arbres fruitiers, la vigne, les grandes cultures, et les cultures légumières.
Ces insectes peuvent parfois piquer les humains. 

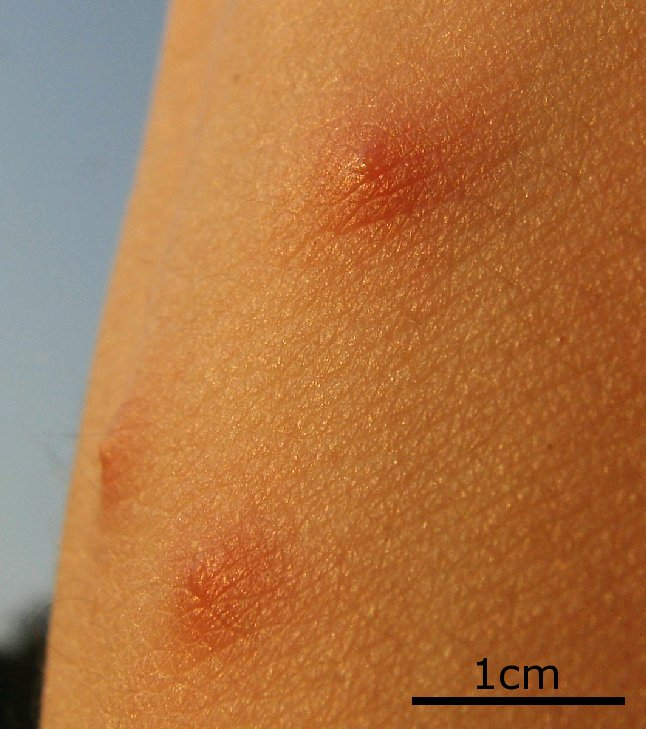
Piqûres dOrius sp. après un jour.

## Liste des espèces
Selon ITIS (11 févr. 2015) :
- Orius albidipennis Reuter, 1884
- Orius candiope Herring, 1966
- Orius diespeter Herring, 1966
- Orius harpocrates Herring, 1966
- Orius insidiosus (Say, 1832)
- Orius minutus (Linnaeus, 1758)
- Orius niger (Wolff, 1811)
- Orius pumilio (Champion, 1900)
- Orius thyestes Herring, 1966
- Orius tristicolor (White, 1879)

## Liste des sous-genres européens
Fauna Europaea (11 févr. 2015) divise ce genre en 4 sous-genres :
- Orius (Dimorphella)
- Orius (Heterorius)
- Orius (Microtrachelia)
- Orius (Orius)